# Acanthocinus angulosus
Acanthocinus angulosus är en skalbaggsart som först beskrevs av Thomas Casey 1913.  Acanthocinus angulosus ingår i släktet Acanthocinus och familjen långhorningar. Inga underarter finns listade i Catalogue of Life.